# Сильвестр Головчич
Сильвестр Головчич (1630-і рр., ? — 15 грудня 1697, Київ) — український церковний діяч, у 1672—1684 роках ректор Києво-Могилянської академії.

## Життєпис
Місце та точний рік народження наразі не встановлені. Орієнтовно, народився у 1630-х роках. Був вихованцем Київського колегіуму.
Згодом був ієромонах Райського монастиря, приписаного до Києво-Братського монастиря.
1672 року очолив Києво-Могилянську академію та став ігуменом Києво-Братського монастиря. Часи його керівництва припали на часи Руїни, тому в цей час багато вищих предметів не викладалися, а кількість вихованців суттєво зменшилася. Однак у 1670-і роки в академії залишалася сильна музична школа - видаються підручники, а очевидці з захопленням згадували про академічний хор.
Також на другий рік його ректорства (1673) в академії було поставлено першу в історії Академії та УКраїни драму «Алексій, чоловік Божий».
1684 року був переведений на посаду ігумена Михайлівського Золотоверхого монастиря. Перебував на цій посаді до самої смерті у грудні 1697 року. Ймовірно, був похований на території монастиря.